# Divan (Osmansko Carstvo)
Divan (per. دیوان; tur. Dîwân ili Dîwân-i-Humâjûn Kalemi) je bilo carsko vijeće u nekoliko muslimanskih zemalja, ali se prvenstveno poistovjećuje s Osmanskim Carstvom. Naziv je nastao u vrijeme Omarovog kalifata, kada je tadašnja muslimanska administracija kopirala sustav koji je koristilo poraženo Sasanidsko Perzijsko Carstvo. 
Osmanlijski divan je funkcionirao i kao neka vrsta vlade. U začetcima države plemenski starci činili su ovo vijeće. To se poslije promijenilo pa su u odlučivanju sudjelovali i vojni profesionalci i mjesni viđeniji ljudi poput vjerskih i političkih savjetnika visokog staleža. Sultan je u početku bio upravljao Divanom, a veliki vezir od 14. stoljeća. Ministri svoje vrste bili su članovi Divana koje se nazivalo vezirima. Veliki vezir, vrsta premijera, preuzeo je poslije neke od sultanovih nadležnosti.